# Michał Krasenkow
Michał Krasenkow (russisch Михаил Владимирович Красенков, wiss. Transliteration Michail Krasenkov; * 14. November 1963 in Moskau) ist ein polnischer Schachmeister russischer Abstammung.

## Werdegang
Krasenkow ist Mathematiker und seit 1989 Großmeister des Weltschachbundes FIDE. Bis zu seiner Ausreise nach Polen 1992 und der Annahme der polnischen Staatsbürgerschaft 1996 verbuchte er zahlreiche Turniersiege: Budapest 1989, Wien 1990, Gausdal 1991, Katowice 1992, Moskau (Tal-Memorial) 1992, Metz 1993, Pardubice 1993 und 1994, Las Palmas 1993, Stockholm (Rilton Cup) 1994/1995 und 1995/1996.
Nachdem Krasenkow naturalisierter Pole geworden war, gewann er 2000 und 2002 die polnische Meisterschaft. Mit der polnischen Mannschaft nahm er an den Schacholympiaden 1996, 1998, 2000, 2002 und 2004 und den Mannschaftseuropameisterschaften 1997, 1999, 2001 und 2003 teil. Bei der Mannschafts-EM 1997 erreichte er das drittbeste Ergebnis am Spitzenbrett und die zweitbeste Elo-Leistung aller Teilnehmer, zwei Jahre später das zweitbeste Ergebnis am Spitzenbrett und die drittbeste Elo-Leistung aller Teilnehmer. Seine Erfolge in internationalen Turnieren setzte er gleichfalls fort: Asti 1996, Reggio nell’Emilia 1996/1997, Buenos Aires 1998, Cutro 1999, Shanghai 2000, Barlinek 2001, Kavala 2001, Bad Wiessee 2001, Wijk aan Zee-B 2002, Budapest 2004, Vlissingen 2006, Kopenhagen 2007, Vlissingen 2009 und Stockholm (Rilton Cup) 2012/13.
In der deutschen Schachbundesliga spielte er in der Saison 1992/93 für den VfL Sindelfingen, von 1997 bis 1999 für die SG Bochum 31 und von 2002 bis 2007 für den OSC Baden-Baden (bis 2004 SC Baden-Oos, seit 2008 OSG Baden-Baden), mit der er 2007 die deutsche Mannschaftsmeisterschaft gewann. Seit der Saison 2016/17 spielt Krasenkow für die SF Deizisau, zunächst in der 2. Bundesliga, seit 2017 in der 1. Bundesliga. In Polen spielte er bis 1998 für KSz Stilon Gorzów Wielkopolski, mit dem er 1991, 1993, 1994, 1995, 1997 und 1998 polnischer Mannschaftsmeister wurde, anschließend bis 2009 für KSz Polonia Warszawa, mit dem er 1999, 2000, 2001, 2002, 2003, 2004, 2005 und 2009 polnischer Mannschaftsmeister wurde und seitdem wieder für KSz Stilon Gorzów Wielkopolski. 1990 gewann Krasenkow mit dem SK Petrosjan Moskau die sowjetische Mannschaftsmeisterschaft.
In der britischen Four Nations Chess League spielte er in der Saison 2005/06 für Guildford A&DC, in der spanischen Mannschaftsmeisterschaft von 2004 bis 2011 für CA Reverté Albox. In der französischen Mannschaftsmeisterschaft spielte Krasenkow in der Saison 2005/06 für C.M.E.C. Monaco, seit der Saison 2008/09 spielt er für L’Echiquier Chalonnais, mit denen er 2010 französischer Mannschaftsmeister wurde.
In der österreichischen Bundesliga spielte Krasenkow in der Saison 2015/16 für L.A. Kraftanlage Ottakring.
Zwischen 1990 und 2008 nahm Krasenkow zwölfmal am European Club Cup teil. Er gewann den Wettbewerb 1997 mit Ladia Asow, erreichte 2001, 2003 und 2005 mit KSz Polonia Warszawa sowie 2008 mit dem OSC Baden-Baden den zweiten Platz, 2002 mit KSz Polonia Warszawa den dritten Platz und zog 1990 mit dem SK Petrosjan Moskau ins Halbfinale ein. In der Einzelwertung erreichte er 2005 das zweitbeste Ergebnis am dritten Brett.
Zeitweise war er auch als schachlicher Berater des Rybka-Teams tätig. 2012 wurde ihm der Titel FIDE Senior Trainer verliehen.
Er veröffentlichte einige bedeutsame eröffnungstheoretische Arbeiten.
Krasenkow ist verheiratet mit Ilena Krasenkowa, die den Titel eines Internationalen Meisters der Frauen trägt.

## Werke (Auswahl)
- The Open Spanish. Cadogan Books, London 1995, ISBN 1-85744-141-9.
- The Sveshnikov Sicilian. Cadogan Books, London 1996, ISBN 1-85744-123-0.
- Finding chess jewels. Everyman Chess, London 2014, ISBN 9781781941546.
- Learn from Michal Krasenkow. Thinkers Publishing, Landgem 2019, ISBN 9789492510464.